# Династија Бурџи
Династија Бурџи (арап. المماليك البرجية‎) била је мамелучка, черкеска династија која је владала од 1382. до 1517. године Мамелучким султанатом у Египту. 

## Историја
Смрћу Ејуба и Шајар ал Дур завршила се владавина Ајубида у Египту. Власт преузимају Мамелуци. Владавина мамелучке династије Бахри трајала је до 1382. године. Године 1377. у Сирији избија устанак који се шири и на Египат. Године 1382. Баркук се проглашава новим султаном. Баркук је оснивач династије Бурџи. Суочени са заједничком опасношћу од монголског владара Тамерлана, Баркук, Бајазит I и Токтамиш склапају одбрамбени савез. Баркук, међутим, умире 1399. године. Тамерлан напада Сирију и осваја Алепо и Дамаск. Ове територије повратио је Баркуков наследник Насир ед Дин Фарај након Тамерланове смрти. Међутим, сталне побуне у Сирији натерале су га да се одрекне ове територије. 
Године 1421. Египат улази у рат са Краљевством Кипар. Иако Кипар није освојен, Египћани су приморали Кипране да признају врховну власт султана Барсбаија. Године 1444. Египћани су извршили неуспешан напад на Родос. Саиф ед Дин Инал долази на власт 1453. године. Одржавао је пријатељски однос са османским султаном Мехмедом II који је исте године освојио Цариград. Пад Цариграда изазвао је велику радост у Египту. Односи Египта и Турске погоршали су се доласком на власт египатског султана Кошкадама. Сукоби су избили око кнежевине Караман. Султани су подржавали различите кандидате. Сукоби су настављени током владавине Каит Беја. Брат Бајазита II отрован је приликом посете Египту. Бајазит опседа Адану и Тарс, али је вероватно одбијен. Каит Беј је покушао помоћи муслиманима у Сирији. Међутим, његова помоћ није дала резултате. Умро је 1496. године остављајући државу у великим дуговима код млетачких трговаца. 
Године 1516. отпочео је нови Османско-египатски рат. Египатски султан оптужен је за пружање помоћи персијском сафавидском шаху Исмаилу I који је водио рат против Турске. У бици код Марџ Дабика (24. август 1516) Египат је изгубио Сирију. Султан Ел Ашраф Кансух ел Гаври погинуо је у бици. Коначан пораз Египћани су претрпили од турског султана Селима I. Он 20. јануара 1517. године улази у Каиро. Мамелучки султанат престао је да постоји. Међутим, мамелучки емири су се углавном задржали на престолу. Породица Бурџи и даље је била утицајна у Египту. Међутим, сада је признавала врховну власт османског султана. Од Египта је формиран турски ејалет.